# Abus de faiblesse (film)
Ne doit pas être confondu avec Abus de faiblesse.
Pour plus de détails, voir Fiche technique et Distribution.
Abus de faiblesse est un film franco-germano-belge réalisé par Catherine Breillat sorti en 2013.

## Synopsis
Maud Schoenberg est une réalisatrice. À la suite d'une hémorragie cérébrale, elle devient hémiplégique. Désormais « orpheline » de son corps, elle doit également faire face à une douloureuse solitude.
Lors d'une émission de télévision, Maud découvre Vilko Piran, un voyou en costume chic, célèbre pour avoir arnaqué des célébrités. Séduite par son charisme, Maud le veut pour son prochain film. Maud et Vilko se rencontrent et rapidement ne se quittent plus. Mais Vilko escroque la cinéaste : il lui emprunte d'énormes sommes d'argent.

## Fiche technique
- Titre original : Abus de faiblesse
- Titre international Abuse of Weakness
- Réalisation : Catherine Breillat
- Scénario : Catherine Breillat, d'après son livre autobiographique Abus de faiblesse coécrit avec Jean-François Kervéan[2]
- Production : Jean-François Lepetit

Coproducteurs : Jesus Gonzalez-Elvira et Nicolas Steil
- Sociétés de production : Flach Film[1], avec la participation de Iris Films, Iris Productions Deutschland, Arte France Cinéma, CB Films, Canal+, Ciné+, ZDF/Arte, Palatine Étoile 10, Hoche Artois Images et le CNC[3]
- Distribution :  Rézo Films[1]
- Genre : drame
- Durée : 105 minutes
- Pays d'origine :  France,  Allemagne,  Belgique
- Langue originale : français
- Dates de sortie[4] :

 Canada : 6 septembre 2013 (Festival international du film de Toronto 2013)
 États-Unis : 6 octobre 2013 (New York Film Festival)
 France : 12 février 2014

## Distribution
- Isabelle Huppert : Maud Schoenberg
- Kool Shen : Vilko Piran
- Laurence Ursino : Andy
- Christophe Sermet : Ezzé
- Ronald Leclercq : Gino
- Fred Lebelge : le présentateur TV
- Tristan Schotte : Antoine
- Daphné Baiwir : Hortense
- Dimitri Tomsej : Louis
- Nicolas Steil : le père de Louis
- Jean-François Lepetit : Jean-Paul
- Catherine Breillat : une patiente à l'hôpital (caméo non crédité)
- Valérie Azura : l'attaché de presse de Maud
- Coline Dubus : Fillette casting
- Marc De Bodin De Galembert : Avocat
- Patrick Van Ackere : Kiné
- François Stockmans : Professeur
- Valérie Chavet : Orthophoniste
- Ismaël Villar Bonilla : Ambulancier
- Céline Dewit : Ambulancier
- Nell Van Houtte : demi-sœur de Louis
- Axelle Beerens : Orthopédiste
- Andrée Cambier : Grane
- Jean-Pierre Denuit : Huissier
- Abdelhouafi Elouassaki : Samir
- Nathalie Transon : Infirmière affolée
- Michaël Dan Tulalian : June
- Dolorès Fonseca : Infirmière lampe
- Mathilde Mazabrard : Clara
- Stéphane Thibault : Serveur Biarritz
- Amour Nersesian : Serveur restaurant bourgeois
- François Prodhomme : Quentin
- Erdogan Hocer : Taxi production
- César Maurissen : Nourrisson
- Ulysse Maurissen : Nourrisson
- Amélia Scortino : Bébé
- Gloria Scortino : Bébé
- Maël Lombart : Bébé Hortense
- Gabrielle Magnard : Petite fille pub
- Patricia Delos : femme de l'ex mari de Maud

## Production

### Développement
En 2007, Naomi Campbell contacte Catherine Breillat, qui écrit pour elle le scénario Bad Love, qui narre l'histoire d'amour destructrice entre deux personnages : Vivian, star inaccessible, et Louis, beau jeune homme étranger à ce milieu. Pour le rôle de Louis, Catherine Breillat choisit alors Christophe Rocancourt. La réalisatrice avait été séduite par son charisme et son insolence lorsqu'il racontait à la télévision ses exploits d'escroc à Hollywood. Malheureusement, le projet ne se concrétise pas et Catherine Breillat adapte l'histoire en un roman publié en septembre 2007. La réalisatrice reste cependant étroitement liée à Christophe Rocancourt. Placée en maison de retraite par ses enfants, Catherine Breillat est alors hébergée pendant quelques mois par Christophe Rocancourt dans sa maison en Normandie ou dans son appartement parisien. Catherine Breillat rédige avec Christophe Rocancourt un contrat pour l'écriture d'un scénario inspiré de la vie de ce dernier. Entre 2007 et 2008, Catherine Breillat signe plusieurs chèques sous l'influence de Rocancourt. En tout, c'est près de 800 000 euros que ce dernier soutire à la cinéaste, qui en sort ruinée et contrainte d'hypothéquer sa maison. Christophe Rocancourt prétendra qu'il s'agissait d'avances sur Bad love, ce que Catherine Breillat a contesté.
Catherine Breillat porte plainte. En décembre 2009, Christophe Rocancourt est mis en examen. Par ailleurs, le livre Abus de faiblesse, coécrit par la réalisatrice avec Jean-François Kervéan, parait chez Fayard. Catherine Breillat y raconte cette histoire et dénonce les menaces qu'elle a subies de la part de Christophe Rocancourt. Le procès a lieu en février 2012 : Christophe Rocancourt est condamné à une amende de 580 000 euros et à 16 mois d'emprisonnement dont 8 fermes pour abus de faiblesse. Après avoir effectué de la détention provisoire, Christophe Rocancourt est remis en liberté. De son côté, Catherine Breillat reprend son activité de cinéaste et réalise deux téléfilms pour Arte en 2009 et 2010 : Barbe bleue et La Belle endormie.
La réalisatrice projette ensuite d'adapter son livre pour le cinéma. Après avoir opté pour le titre de La Hyène, elle décide finalement de conserver le même titre que son livre.

### Choix des interprètes
Pour le rôle de l'escroc Vilko, la réalisatrice avait d'abord songé à Romain Duris.
Rôle de l'avocat: Marc de Bodin de Galembert.

### Tournage
Le tournage a lieu courant 2012 en Belgique.

## Réception critique

### Critique positive
- Le Monde: Dupée sur toute la ligne, la cinéaste, après avoir tiré un livre de sa pitoyable aventure (Abus de faiblesse, coécrit avec Jean-François Kervéan, Fayard, 2009), en fait aujourd'hui un film. Il faut saluer le courage de ce geste, qui l'expose dans sa déchéance physique comme dans sa faiblesse morale.
- Positif: Breillat donne la clé de son cinéma. La beauté de ses personnages tient toujours à ce vertige qui s'empare d'eux pour leur permettre de se contempler sombrer dans l'abîme.
- Cahiers du cinéma: Malgré la froideur du film, il y a quelque chose d’émouvant dans la description de cette femme seule qui lutte passivement et se cogne inlassablement contre le même mur invisible sans jamais trouver d’issue.
- Le Journal du dimanche: Petite boule d'énergie mais aussi d'inconséquence, Isabelle Huppert est remarquable face à un Kool Shen bloc de virilité satisfaite.
- Transfuge: La cinéaste filme ces scènes difficiles avec une minutie d'autobiographe, mais avec une distance loin de toute empathie, installant immédiatement une relation trouble entre le spectateur et son personnage : entre pitié et agacement, Maud inspire des sentiments contradictoires.

### Critique négative
- Première:  Kool Shen a beau faire le job, on vous échange n'importe quel talk-show avec l'embobineur Rocancourt contre dix "Abus de faiblesse".

## Distinctions

### Nominations
- Festival du film de Londres 2013
- Festival du film de New York 2013